# Victor Despeignes

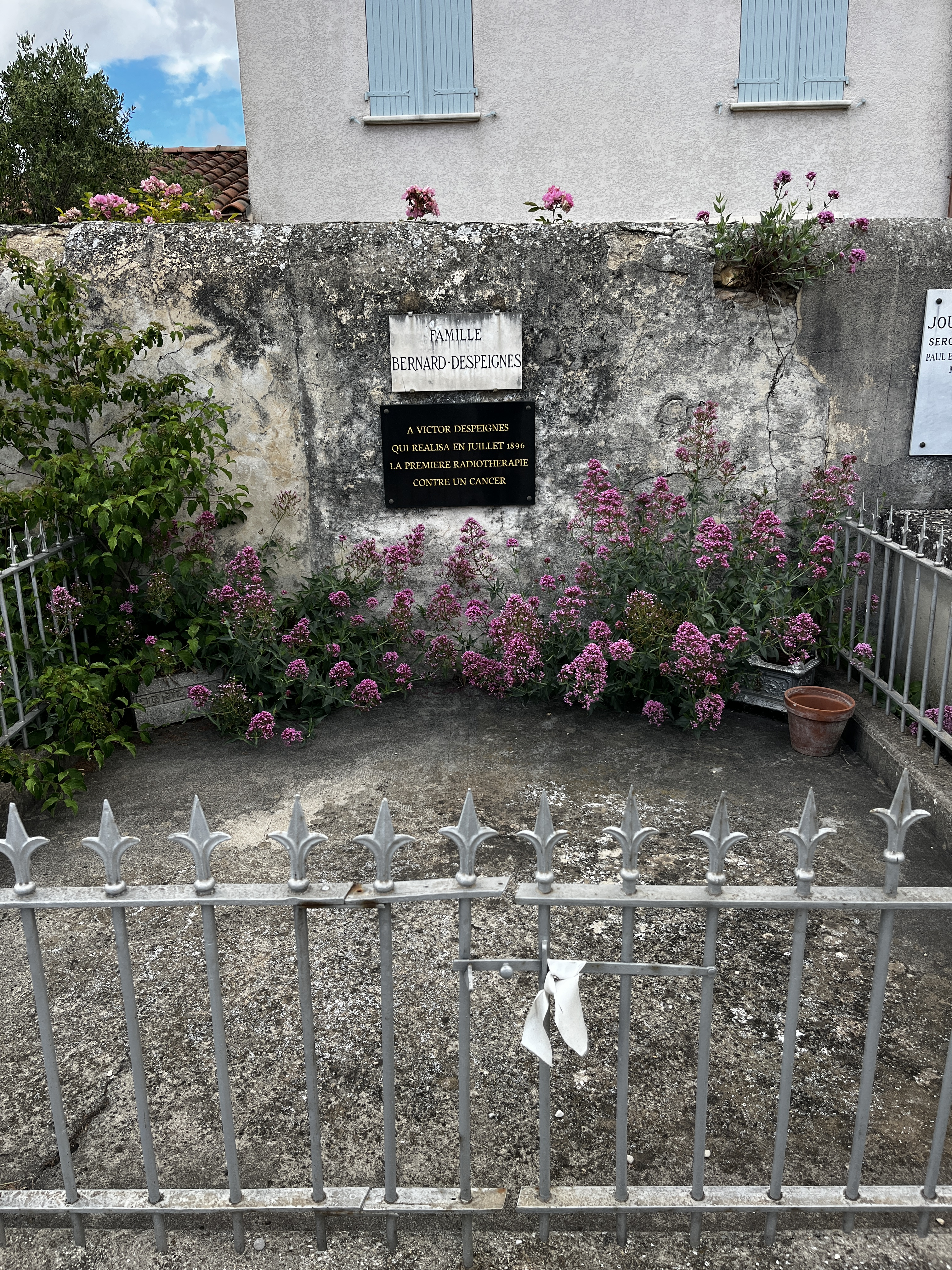
Sépulture de Victor Despeignes au cimetière de Vinsobres

Victor Despeignes (14 février 1866 à Lyon - 27 juillet 1937 à Chambéry) était un médecin français.
Il est connu pour avoir été le premier à tenter, en juillet 1896, juste après la découverte des rayons X au début novembre 1895, le traitement aux rayons X d'un malade du cancer de l'estomac (l'issue fut néanmoins fatale). 

## Famille
Victor Despeignes est le fils de François-Nicolas Despeignes qui fut maire-adjoint d’arrondissement de Lyon, directeur du Mont-de-Piété de Lyon et l'un des plus proches conseillers de Antoine Gailleton, maire-médecin de Lyon, favorable aux idées de Louis Pasteur et à l'hygiénisme.

## La période lyonnaise
Victor Despeignes intégra le laboratoire de parasitologie du Professeur Louis Lortet, doyen de la Faculté de médecine de Lyon et y fut nommé préparateur en 1885 puis chef de travaux en 1892. Louis Lortet reçut mission de la Ville de Lyon pour évaluer la potabilité de ses eaux. Cette étude fut réalisée sous la forme d'une thèse et c'est Victor Despeignes qui l'effectua. Il fit ainsi entre 1890 et 1893 plusieurs analyses systématiques à partir de prélèvements chez l’habitant ou sur différents points du Rhône et de la Saône. Il appliqua des techniques classiques de bactériologie mais utilisa aussi des cobayes de laboratoire en leur injectant les différents prélèvements. Il remit en cause la fiabilité de certains filtres (« les bougies ») et fustigea l’utilisation des puits citadins dont les eaux étaient responsables de nombreux cas de fièvre typhoïde ou de dysenterie. Nommé chef de travaux en 1892, Victor Despeignes pouvait alors prétendre à l’agrégation et à la direction du laboratoire. Pourtant en dépit du soutien de Louis Lortet, c’est René Koehler, docteur en médecine de Nancy, diplômé es sciences naturelles de Paris mais surtout gendre des Frères Lumière depuis 1890 qui fut désigné successeur de Louis Lortet.. Victor Despeignes abandonne alors la recherche et devient médecin de canton, d'abord à Buis-les-Baronnies dans la Drôme puis aux Echelles en Savoie.

## La première radiothérapie contre un cancer

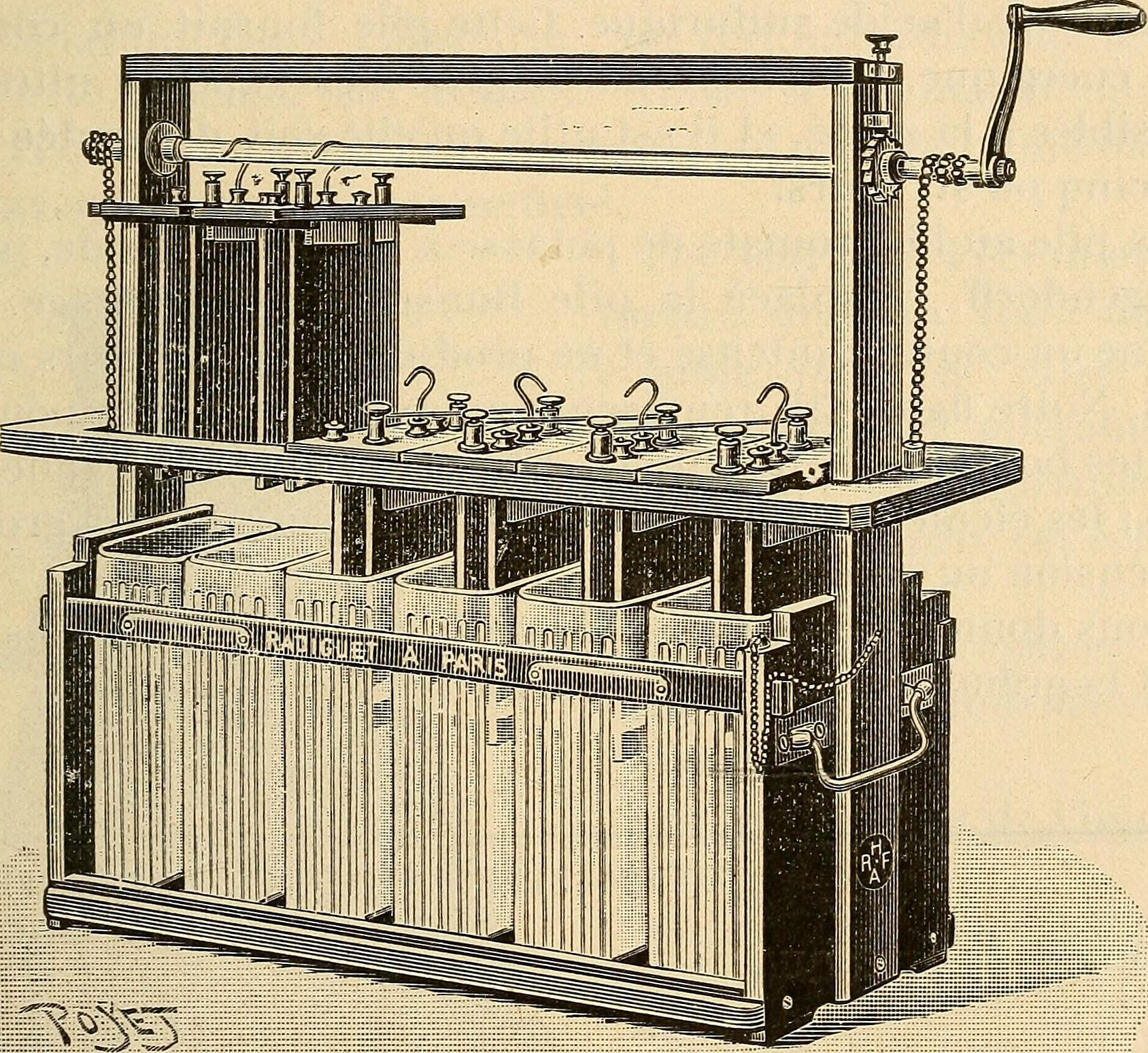
Batterie de 6 piles Radiguet et Massiot (vers 1900)

Alors qu'il exerce sa fonction de médecin de canton aux Echelles, en Allemagne le Dr Wilhelm Röntgen découvre un nouveau type de rayon cathodique le 8 novembre 1895. À cette période, la théorie microbienne du cancer, c'est-à-dire l'idée que le cancer puisse être causée par une infection était très répandue. 
Ainsi, Louis Lortet, aidé de Philibert Genoud, ancien collaborateur de Victor Despeignes, entreprennent d'irradier la région inguinale de cobayes dans laquelle des substances tuberculeuses ont été inoculées. L’irradiation, qui dure au moins 1 heure est répétée pendant 53 jours. Lortet et Genoud présentent leurs résultats à l’Académie des Sciences le 22 juillet 1896. 

Entretemps, Victor Despeignes est préoccupé par l'état général de son voisin qui souffre de l'estomac. Il diagnostique un cancer et a l'idée de l'irradier. Il se procure un tube de Crookes auprès de Louis Lortet et commence à irradier la tumeur le 4 juillet 1896 : 

« Au moment où M. le Prof. Lortet faisait connaître ses premiers résultats obtenus en soumettant à l’action des rayons Roentgen des cobayes auxquels avaient été inoculées des substances tuberculeuses, je soignais un malade atteint d’un cancer de l’estomac, diagnostic confirmé par deux confrères. »...« Imbu de l’idée que le cancer est une maladie parasitaire sinon microbienne, je résolus d’étudier l’action des rayons X sur mon malade. »...« À partir du 4 juillet, je fis subir au malade, chaque jour, deux séances d’une demi-heure, pendant lesquelles je dirigeai sur la tumeur les rayons d’une ampoule en forme de poire, en me servant d’une bobine donnant des étincelles de 5 mm et actionnée par six éléments de pile Radiguet. ».« Au bout de huit jours d’un semblable traitement, je constatai une amélioration très notable … » … « Enfin, ce qui est le plus important, la tumeur a sensiblement diminué de volume… » … « Je ne conclurai certainement pas que mon malade est guéri mais je constate une amélioration sensible permettant quelque espoir là où il y en n’avait plus »

En parallèle à la radiothérapie, Victor Despeignes applique un traitement standard (régime lacté et vin de condurango (en), sorte de quinquina). Pourtant, alors que la tumeur a considérablement diminué, le patient succombe le 24 juillet 1896 soit 20 jours plus tard. Dans un second article, Victor Despeignes écrit : 

« En présence de ces résultats, et quoique la terminaison ait été funeste, nous nous demandons si ayant affaire à une affection cancéreuse moins avancée et à marche moins rapide, on ne pourrait pas espérer, sinon une guérison, du moins une survie considérable en employant le traitement que nous avons inauguré »

Malheureusement, alors que la presse internationale se fait écho de l'expérience de Victor Despeignes, des voix s'élèvent pour incriminer le traitement standard dans la réduction du volume de la tumeur plutôt que l'action des rayons X. Victor Despeignes abandonnera alors l'idée de poursuivre d'autres traitements.

## La période chambérienne
En 1906, Victor Despeignes fut nommé Directeur du Bureau d’Hygiène de Chambéry et y poursuivit son action jusqu’à sa mort en 1937. Despeignes mit en pratique ces idées hygiénistes en organisant par exemple en place, pendant les vacances scolaires, la désinfection de tous les manuels scolaires, diverses visites pour les vaccinations, créant des carnets de santé, s’assurant de la salubrité des rues de la ville. De plus, il fonda une association (La "Savoisienne") pour réaliser la construction de maisons individuelles puis des immeubles locatifs avec les premières salles de bain. Pendant la 1re guerre mondiale, trop âgé pour aller sur le front, il fut nommé Médecin principal du Département de la Savoie.
En 1935, Despeignes fut nommé chevalier de la Légion d’honneur. Le 27 juillet 1937, Despeignes fut terrassé dans son laboratoire par la perforation d’un ulcère gastrique et ne put survivre à l’opération. Son acte de décès précise qu’il décéda le 30 juillet 1937 à minuit quinze à son domicile, 3 rue de la République à Chambéry. Il fut inhumé dans le petit cimetière de Vinsobres, face au Mont Ventoux.

## Décorations françaises
- Chevalier de la Légion d'honneur : fait chevalier en 1935

## Hommages

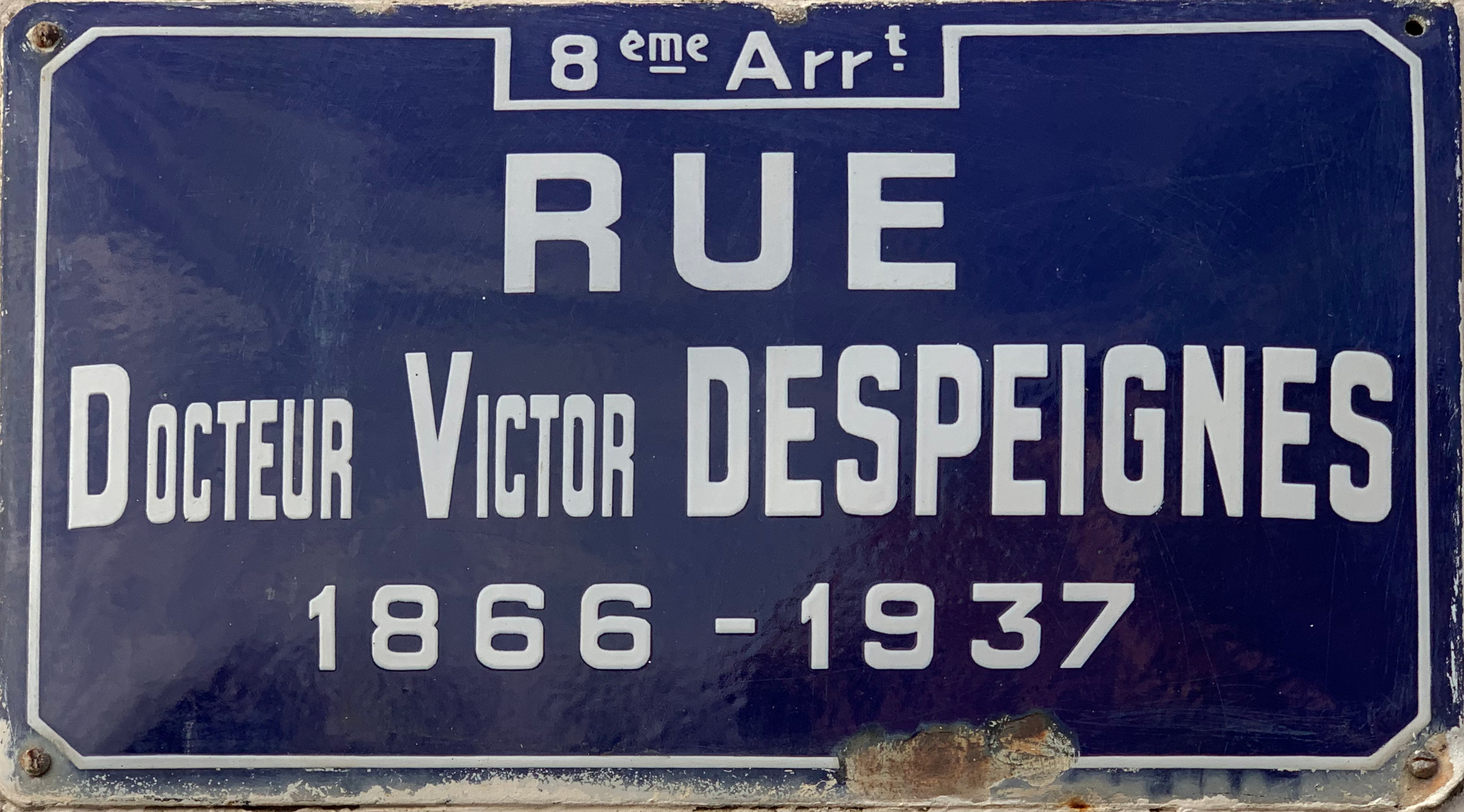
Plaque de la rue Docteur Victor Despeignes à Lyon.

- une rue de Lyon porte son nom (VIIIe arrondissement).
- des "Journées Despeignes" ont été organisées à Lyon, Vinsobres et aux Echelles en juillet 2016 pour célébrer les 120 ans de la radiothérapie[7].

## Publications
- Nicolas Foray (préf. Jean-Yves Blay (d) ), Victor Despeignes ou le premier traitement du cancer aux rayons X, Glyphe, 28 avril 2021, 240 p., 16 cm x 24 cm x 1,5 cm (ISBN 978-2-35815-294-5, présentation en ligne).